# Cremastus collectus
Cremastus collectus är en stekelart som beskrevs av Dasch 1979. Cremastus collectus ingår i släktet Cremastus och familjen brokparasitsteklar. Inga underarter finns listade i Catalogue of Life.